# 極道くん
『極道くん』（ごくどうくん）は、水島新司による日本の野球漫画作品。『週刊少年マガジン』（講談社）にて連載された。単行本は少年マガジンコミックスより全14巻出版された。
主人公・京極道太郎を中心とする、東京・中野区にある清正高校の活躍を描いた高校野球漫画。作者の前作である『光の小次郎』や『ドカベン』など他の作品と比べて大げさな演出が多く、登場人物を大魔神や不動明王に描く、ボールが出刃となったり、バットを日本刀に描くと言ったシーンがしばしばある。
本作の連載終了と前後して、たけし軍団によるフライデー襲撃事件が発生し、水島の息子である新太郎が連座していたことから、『野球狂の詩』以来、10年以上続いてきた『週刊少年マガジン』での連載は本作で最後となった。

## 登場人物

### 清正高校
京極 道太郎（きょうごく みちたろう）
主人公。愛称は「ゴク」。元々はやくざを目指しており、「蒲安（かまやす）のゴク」と呼ばれるほど、かなりの悪ガキだった。中学卒業後に鮫島組の親分に弟子入りをお願いにいくが、草野球に出場する事になり140mの飛距離のホームランを打ち、親分に野球のセンスを見抜かれ、高校に入学し三年間野球部に入り修行してくるように言われ清正高校に入学し、野球部に入る。かなりの強肩。一年の時は補欠だったが、だんだん実力を発揮するようになり、二年の夏の大会ではエースになる。
また打撃でも才能を開花させ、甲子園の第二戦以降は4番を打ち、6試合で8本塁打（2本はランニングホームラン）を放った強打者でもある。
対戦相手に覇気が無いとやる気が出ず、並以下の投手となってしまう弱点があり、甲子園でも幾度かそれで大量失点したり、ピンチに陥ったりした事がある。
それ故に対戦相手も並外れた選手が多く、高校野球通算102本塁打の苦楽園高校・宮本幸児には3本塁打され、また「プロ養成校」の異名を取る虎の風高校戦では相手の木製バットを全てへし折る快投を見せたものの最終的に7失点を喫するなど、甲子園では一試合で平均6失点しており、水島新司の高校野球の主人公投手として見ると非常に失点は多い。
『ドカベン ドリームトーナメント編』では広島東洋カープの選手として登場。
埴輪 進一（はにわ しんいち）
愛称「大魔神」。スイッチヒッター。中学では三番を打っていた。野球部の特待生で清正高校に入学した。寮ではゴクと同じ部屋でゴクとは親友。ゴク同様当初は補欠だったが、ゴクとの練習で花が開き正捕手となる。その後は三番を打ち、ホームランも打つほどの強打者になる。
漫画のコマでは本気になると埴輪状の顔が大魔神となる演出が行われる。
『ドカベン ドリームトーナメント編』ではゴクとともに広島東洋カープの選手として登場、二塁手を務める。
剣新八(つるぎ しんぱち)
一年生。中学ではリトルリーグで世界制覇を成し遂げるなど、かなりの投手。以前、ゴクに助けられゴクに憧れ、清正高校に入学する。当初は一年生ながらエース投手として健闘する。地区予選決勝からはゴクにエースの座を譲り、強肩を買われてレフトに転向し、打者としては一番を打つ。
勇 (いさむ)
埴輪とは中学からの付き合いで、四番で投手だった。埴輪同様、野球部の特待生で清正高校に入学した。清正高校に入学してからも当初はエースだったが、剣に奪われてからはショートに転向する。
東富士男 (ひがし ふじお)
一年生。左翼手か中堅守。あだ名は「不死王」。常に笑顔。テレビで野球を見てて、たまたま見たファインプレーに憧れ野球部に入った。初心者にもかかわらず、ベースランニングを減速せずに直角に走るほどの運動神経の持ち主。左利きだが右打者。名前の由来はそのまんま東から。
飯塚暖寒(いいづか だんかん)
一年生。一塁手。長身。演説が得意。名前の由来はダンカン (お笑い芸人)から。
大森右太ェ門(おおもり うたえもん)
一年生。二塁手。小柄で眼鏡をかけている。行進のときは手と足が一緒に出る。ダンカンとは親友で、寮では同じ部屋。名前の由来は大森うたえもんから。
田中勝利(たなか かつとし)
一年生。鼻が長いのが特徴。緊張すると大便を催す癖がある。そのため、「走る便器」、「便器走る」の異名を持つ。たまに「しょうり」と呼ばれることがある。代走のスペシャリスト。守備が上手い。
中村(なかむら)
キャプテン。三塁手。りんご園農業の星王に似ている。甲子園の一回戦までは4番を打っていたが、二回戦以降はその座をゴクに譲り二番を打つようになる。
嵐山(あらしやま)
右翼手。埴輪が正捕手になる前は捕手だった。愛称は「アラシ」。右投げ左打ち。主に5番を打っている。中学時代に父親を亡くしている。顔がブルドッグに似ている。
鶴一之介(つる いちのすけ)
監督。サングラスが特徴。練習が終わるまでにボールを全て拾わないと晩飯を抜いたり、ダンカン曰く300mのグラウンドを50周のランニングの練習で、タイム以内に入らないと翌日の50周はパンツ一枚の裸のランニングというペナルティを与えるなど厳しい面が目立つ。最初はゴクの才能に気付かずレギュラーで使っていなかったが、ゴクが力を発揮するようになってからはゴクを信頼するようになる。
甲子園ではショックを受けるとベンチでしばしば座ったまま気絶するも、ゴク達にはそのまま放置されている。

### その他
岩田鉄五郎(いわた てつごろう)
野球狂の詩の登場人物。ゴクの才能をいち早く見抜いた。
山井英司(やまい ひでじ)
野球狂の詩の登場人物。鉄五郎同様ゴクの才能を見抜き、ゴク・埴輪・新八の三人を「大極剣トリオ」と名付けた。
高倉新(たかくら しん)
かつては主に任侠映画の主演をしていた人気俳優だったが、任侠映画の流行が終わると同時にそのイメージで固定されてしまい売れなくなった。ゴクをやくざに憧れさせた張本人。名前は高倉健に由来。

## 単行本
少年マガジンコミックス
1. ISBN 978-4061730397
2. ISBN 978-4061730403
3. ISBN 978-4061730540
4. ISBN 978-4061730700
5. ISBN 978-4061730878
6. ISBN 978-4061731073
7. ISBN 978-4061731387
8. ISBN 978-4061731578
9. ISBN 978-4061731752
10. ISBN 978-4061731929
11. ISBN 978-4063112078
12. ISBN 978-4063112139
13. ISBN 978-4063112184
14. ISBN 978-4063112276

講談社漫画文庫
1. ISBN 978-4062604338
2. ISBN 978-4062604345（1998年6月出版）
3. ISBN 978-4062604352（1998年6月出版）
4. ISBN 978-4062604383
5. ISBN 978-4062604390（1998年8月出版）